# مرد مصور
مرد مصور (به انگلیسی: Illustrated man)، نام کتابی است از ری بردبری، شامل ۱۸ داستان علمی-تخیلی که از معروف ترین آنها می‌توان شهر، مرغزار و آخرین شب جهان را نام برد.

## روایت
شخصیت محوری داستان مردی است که بر روی تمام بدنش خالکوبی‌هایی انجام شده‌است؛ خالکوبی‌هایی جادویی که هر یک روایت‌گر داستانی هستند. خالکوبی‌ها توسط جادوگری انجام شده که توانایی سفر در طول زمان را داشته‌است و از این روست که مرد مصور می‌داند که این‌ها داستان‌هایی از آینده هستند. با سه ساعت نگاه کردن به بدن مرد مصور می‌توان همه داستان‌هایش را دید، صداهای آنها را شنید و افکارشان را فهمید. ولی مهم‌ترینشان نقطه‌ای بر بالای شانه سمت راست مرد است که تنها لکه‌ای درهم و برهم است، لکه‌ای که بسته به فردی که مشغول تماشای مرد مصور شود طرحی متفاوت به خود می‌گیرد.
هر یک از این داستان‌ها برای خود مستقل است و تنها چیزی که آنها را به هم ربط می‌دهد نقش شدن آنها بر نقطه‌ای روی بدن مرد مصور است. انتهای داستان نیز بر اساس همین نقش خاص روی شانه سمت راست مرد مصور داستان را به پایان می‌برد.

## داستان‌ها
- آغاز: مرد مصور
- جلگه
- زیبابین (کالئیدوسکوپ)
- پای دیگر
- بزرگراه
- مرد
- باران طولانی
- موشک‌ران
- بالون‌های آتشین
- آخرین شب جهان
- تبعیدی‌ها
- یک شب یا صبح ویژه
- روباه و بیشه
- ملاقاتی
- بتون مخلوط‌کن
- شرکت عروسک‌سازی
- شهر
- ساعت صفر
- موشک (راکت)
- پایان: مرد مصور[۱]

## جملاتی از کتاب
«همهٔ وجود من مصور است.»

## برگردان به فارسی
از این داستان دو برگردان به فارسی وجود دارد که توسط محمد قصاع و هوشنگ غیاثی‌نژاد به فارسی برگردانده شده‌اند. در ترجمهٔ قصاع سه داستان حذف شده‌است.